# Bunchosia lindeniana
Bunchosia lindeniana är en tvåhjärtbladig växtart som beskrevs av Adrien Henri Laurent de Jussieu. Bunchosia lindeniana ingår i släktet Bunchosia och familjen Malpighiaceae. Utöver nominatformen finns också underarten B. l. boliviensis.